# Marek Mazurkiewicz

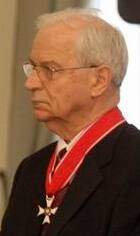
Marek Mazurkiewicz (2010)

Marek Karol Mazurkiewicz (* 20. Juni 1931 in Wilno, Polen, heute Litauen) ist ein polnischer Politiker (SdRP, SLD) und war von 1991 bis 2001 Abgeordneter des Sejm in der I., II. und III. Wahlperiode.

## Leben und Beruf
Mazurkiewicz wurde in der heutigen litauischen Hauptstadt Vilnius geboren, die damals unter dem Namen Wilno zu Polen gehörte. Er schloss 1954 sein Jurastudium an der Universität Breslau ab. Dort wurde er auch promoviert und habilitierte er sich. Er war Senator und Prorektor der Universität Breslau. Forschungsaufenthalte führten ihn an die Karls-Universität in Prag, die Universität Wien, die Columbia University in New York City sowie in Deutschland nach Bochum und München. Er war als Richter am Bezirksgericht in Lubań Śląski und am Woiwodschaftsgericht in Breslau tätig. Er lehrte als Juraprofessor an der Wyższa Szkoła Menedżerska in Legnica.

## Politik
Bis 1990 war Mazurkiewicz Mitglied der Polnischen Vereinigten Arbeiterpartei, aus der 1990 die Socjaldemokracja Rzeczypospolitej Polskiej (SdRP) wurde. Bei der ersten freien Parlamentswahl 1991 wurde er für die SdRP auf der Liste des Wahlbündnisses Sojusz Lewicy Demokratycznej (SLD) in den Sejm gewählt. Bei den Parlamentswahlen 1993 und 1997 wurde er jeweils wiedergewählt. Von 1993 bis 1997 war er Vorsitzender des Legislativausschusses des Sejm. Mit Umwandlung des SLD vom Wahlbündnis in eine Partei 1999 wurde er deren Mitglied. Bei der Parlamentswahl 2001 trat er nicht mehr an.
Im November 2001 wurde Mazurkiewicz zum Richter am Verfassungsgerichtshof gewählt. Im März 2010 wurde er zum stellvertretenden Gerichtspräsidenten ernannt. Seine Amtszeit endete im Dezember 2010.

## Ehrungen
- 2010 Kommandeurskreuz des Ordens Polonia Restituta[4]